# NGC 6753
NGC 6753是一個距離地球約1.5億光年的無棒螺旋星系。該星系的盤面幾乎完全垂直面向地球，在天球上位於孔雀座。該星系由約翰·赫歇爾發現於1836年7月5日。
因為NGC 6753是相對較接近地球的巨大螺旋星系，2013年時，天文學家使用哈伯太空望遠鏡觀測NGC 6753與另一星系的銀冕細節。

## 外部連結
- . SIMBAD. 斯特拉斯堡天文資料中心.   [18 September 2017].
- Rojas, Sebastián García. . DSO Browser.   [18 September 2017]. （原始内容存档于2017-09-18） （英语）.